# Сантос Лус, Элен Кристина
Элен Кристина Сантос Лус (порт. Helen Cristina Santos Luz; род. 23 ноября 1972, Арасатуба, Сан-Паулу, Бразилия) — бразильская баскетболистка, которая выступала в амплуа разыгрывающего и атакующего защитников. Неоднократный призёр многих международных соревнований в составе сборной Бразилии по баскетболу. Чемпионка мира 1994 года и бронзовый призёр Олимпиады.

## Биография
Элен Лус родилась в спортивной семье, её папа был баскетбольным тренером, две сестры также профессионально играли в баскетбол. Она начала заниматься этим видом спорта в 11 лет и уже в 16 лет в составе сборной дебютировала на юношеском чемпионате мира в Испании (1989).
В 1990 году Элен подписала контракт с профессиональным клубом из Пирасикабы «АДС/БСН», с которым на следующий год выиграла главный трофей Бразилии – Кубок страны. С 1991 года карьера баскетболистки резко пошла в гору: 1991 дебют во взрослой сборной на Чемпионате Южной Америки – «золото», в 1992 она участник Олимпийских игр в Барселоне, в 1993 опять «золото» Чемпионата Южной Америки и «серебро» чемпионата Америки, а в 1994 году она играла в составе «золотой» сборной Бразилии на чемпионате мира, сыграв 8,6 минут в среднем за матч. Пройдя полностью квалификационный отбор к Олимпиаде-1996, Элен перед турниром была прооперирована на колене и сборная завоевала «серебряные» медали без её участия. Но она ещё прикоснётся к олимпийским наградам – «бронзовая» медаль Олимпиады в 2000 году, где результативными оказались 46% её бросков с дальней дистанции. Помимо международных побед, Элен  во внутренних первенствах также выиграла множество титулов, в том числе она дважды становилась чемпионкой Бразилии.
Благодаря великолепной игре на Олимпиаде – 2000 Элен получила приглашение от «Вашингтон Мистикс» выступить в WNBA. В первом же году она стала одной из лучших в лиге исполнительниц трёхочковых бросков (39% реализации). На её счету 3 сезона (2001-2003) выступления, из которых только в 2002 году она играла в плей-оффе, добравшись до финала Восточной Конференции.
С 2003 года Элен продолжила клубную карьеру в европейских клубах. Она является первой бразильянкой, отправившись играть в Россию, в Сибирь.
: 

Мы были в Новосибирске, в Сибири, пять часов лёта от Москвы. Когда я прибыла в аэропорт, я посмотрела на температуру: 45 градусов ниже нуля. Я думала, что ещё сплю

В Новосибирске Лус по итогам сезона была признана лучшим игроком «Динамо-Энергии».
После окончании сезона Элен участвовала на Олимпиаде – 2004, где в матче за 3-е место играла против бывшей одноклубницы Марии Калмыковой из сборной России. Итог: 62:71 и 4-е место.
Следующий сезон она уже играла вновь в Испании и сразу же стала чемпионкой в составе университетской команды из Барселоны, а в составе сборной опять «золото» на чемпионате Южной Америки, где она была признана MVP турнира. В 2006 году она выступала на «домашнем» чемпионате мира, где в первом матче против сборной Аргентины произошёл поразительный случай: на последней секунде матча, забрав отскок мяча возле своей корзины, Элен тут же, падая, поразила корзину противника вместе с финальной сиреной, принеся победу Бразилии со счётом 71:69.
После этого турнира Элен покинула национальную сборную, но в 2009 году состоялось её триумфальное возвращение в Чемпионате Америки: золотые медали и лучший игрок сборной по набранным очкам – 12 в среднем за матч. Поиграв 6 сезонов в испанской лиге, в 2010 году Элен вернулась на родину в Бразилию.
В 37 лет Лус играла на чемпионате мира - 2010 года, на котором она отыграла все матчи турнира. Элен повторила рекорд великой бразильской баскетболистки Гортензии Маркари по количеству участий на чемпионатах мира в составе сборной Бразилии – 5 раз.
21 февраля 2011 года состоялся последний матч в блестящей карьере Элен Лус (26 минут, 9 очков), проиграв в пятом матче полуфинальной серии «Ориньюс Баскету», команда «Американа» не вышла в финал чемпионата Бразилии.

### Статистика выступлений в WNBA
| Клуб                            | Сезон | Чемпионат | Чемпионат | Чемпионат | Чемпионат | Плей-офф | Плей-офф | Плей-офф | Плей-офф |
| Клуб                            | Сезон | Игр       | Очк       | Подб      | Перед     | Игр      | Очк      | Подб     | Перед    |
| ------------------------------- | ----- | --------- | --------- | --------- | --------- | -------- | -------- | -------- | -------- |
| «Вашингтон Мистикс» (Вашингтон) | 2001  | 32        | 5,1       | 1,2       | 1,7       | -        | -        | -        | -        |
| «Вашингтон Мистикс» (Вашингтон) | 2002  | 32        | 5,8       | 1,0       | 1,5       | 4        | 4,5      | 0,7      | 2,0      |
| «Вашингтон Мистикс» (Вашингтон) | 2003  | 20        | 3,0       | 0,5       | 1,1       | -        | -        | -        | -        |

### Статистика выступлений за клубы (средний показатель)
| Клуб                                    | Сезон   | Чемпионат | Чемпионат | Чемпионат | Чемпионат |
| Клуб                                    | Сезон   | Игр       | Очк       | Подб      | Перед     |
| --------------------------------------- | ------- | --------- | --------- | --------- | --------- |
| «Баскет Сарагоса» (Сарагоса)            | 2003    | 14        | 11,4      | 3,1       | 2,5       |
| «Динамо-Энергия» (Новосибирск)          | 2003/04 | 27        | 15,1      | 2,9       | 5,4       |
| «Универсидат де Барселона» (Барселона)  | 2004/05 | 37        | 9,4       | 2,7       | 2,8       |
| «Универсидат де Барселона» (Барселона)  | 2005/06 | 37        | 8,0       | 1,8       | 2,6       |
| «Депортиво Ковибар» (Ривас-Васиамадрид) | 2006/07 | 27        | 9,7       | 2,3       | 3,3       |
| «Седис Баскет» (Сео-де-Уржель)          | 2007/08 | 26        | 12,5      | 2,3       | 3,1       |
| «Тксингуди» (Фуэнтеррабиа)              | 2008/09 | 28        | 12,3      | 2,2       | 3,5       |
| «Тксингуди» (Фуэнтеррабиа)              | 2009/10 | 20        | 7,4       | 1,8       | 2,4       |
| «Американа» (Американа)                 | 2010/11 | 20        | 8,8       | 2,4       | 2,8       |

### Статистика выступлений за сборную Бразилии (средний показатель)
| Сборная              | Сезон | Место | Чемпионат | Чемпионат | Чемпионат | Чемпионат |
| Сборная              | Сезон | Место | Игр       | Очк       | Подб      | Перед     |
| -------------------- | ----- | ----- | --------- | --------- | --------- | --------- |
| ЧМ (до 19 лет)       | 1989  | 7     | 8         | 6,0       | -         | -         |
| Чемпионат Юж.Америки | 1991  | 1     | 6         | 3,6       | -         | -         |
| Чемпионат Юж.Америки | 1993  | 1     | 4         | 10,0      | -         | -         |
| Чемпионат Юж.Америки | 1997  | 1     | 6         | 10,5      | -         | -         |
| Чемпионат Юж.Америки | 1999  | 1     | 5         | 14,8      | -         | -         |
| Чемпионат Юж.Америки | 2005  | 1     | 6         | 17,3*     | -         | -         |
| Чемпионат Юж.Америки | 2006  | 1     | 5         | 13,6      | 2,2       | 4,6*      |
| Чемпионат Юж.Америки | 2010  | 1     | 5         | 10,0      | 3,8       | 2,4       |
| Чемпионат Америки    | 1993  | 2     | 6         | 2,6       | -         | -         |
| Чемпионат Америки    | 1997  | 1     | 6         | 11,3      | -         | -         |
| Чемпионат Америки    | 2001  | 1     | 5         | 20,6      | -         | -         |
| Чемпионат Америки    | 2009  | 1     | 5         | 12,0*     | 2,4       | 3,6       |
| Чемпионат Мира       | 1994  | 1     | 6         | 1,8       | 0,7       | 0,5       |
| Чемпионат Мира       | 1998  | 4     | 9         | 4,9       | 1,1       | 1,2       |
| Чемпионат Мира       | 2002  | 7     | 3         | 13,0      | 2,0       | 2,0       |
| Чемпионат Мира       | 2006  | 4     | 9         | 8,1       | 2,0       | 3,4       |
| Чемпионат Мира       | 2010  | 9     | 8         | 7,5       | 1,0       | 2,0       |
| Олимпиада            | 1992  | 7     | 3         | 1,3       | 0         | 0         |
| Олимпиада            | 2000  | 3     | 7         | 8,8       | 1,0       | 3,1*      |
| Олимпиада            | 2004  | 4     | 8         | 11,0      | 2,2       | 2,8*      |

* - лучший показатель в команде

## Достижения
- Бронзовый призёр Олимпиады: 2000
- Чемпион Мира: 1994
- Бронзовый призёр Панамериканских игр: 2003
- Чемпион Америки: 1997, 2001, 2009
- Серебряный призёр чемпионата Америки: 1993
- Чемпион  Южной Америки: 1991, 1993, 1997, 1999, 2005,  2006, 2010
- Чемпион Бразилии: 1999, 2000
- Чемпион Испании: 2005
- Обладатель кубка Бразилии: 1991, 1994, 1995, 1997
- Серебряный призёр чемпионата Бразилии: 2001, 2002
- Чемпион штата Сан-Паулу: 1992, 1993, 1999

## После окончания карьеры
Элен Лус работает телекомментатором на канале «SPORTV», вместе с сёстрами, открыла детскую баскетбольную школу в Ловейре, имеет свой блог на сайте "Вasketeria.com.br.". 21 ноября 2012 года у неё родился сын Педро.